# Derrick Baskin
Derrick B. Baskin (Bronx, 10 novembre 1975) è un attore statunitense.

## Biografia
Dopo la laurea in biologia all'Hampton University, Baskin ha optato per una carriera nelle arti e nel 2005 ha fatto il suo debutto prima nell'Off Broadway e poi a Broadway con il musical The 25th Annual Putnam County Spelling Bee, in cui continuò a recitare per due anni e per cui vinse il Drama Desk Award. Nel 2008 tornò a Broadway nel musical de La sirenetta come primo sostituto per il granchio Sebastian, mentre nel 2009 tornò sulle scene newyorchesi con Memphis, che vinse il prestigioso Tony Award al miglior musical. Dopo un decennio d'assenza, tornò a Broadway nella primavera 2019 con il musical Ain't Too Proud e per la sua interpretazione nei panni di Otis Williams è stato candidato al Tony Award al miglior attore protagonista in un musical.

## Filmografia parziale

### Cinema
- Annie - La felicità è contagiosa (Annie), regia di Will Gluck (2014)
- Anesthesia, regia di Tim Blake Nelson (2015)
- Marcia per la libertà (Marshall), regia di Reginald Hudlin (2017)

### Televisione
- Law & Order - Unità vittime speciali - serie TV, 3 episodi (2011-2015)
- Great Performances - serie TV, 1 episodio (2012)
- Difficult People - serie TV, 18 episodi (2015-2017)

## Doppiatori italiani
- Roberto Gammino in Marcia per la libertà